# Panelus parvulus
Panelus parvulus är en skalbaggsart som beskrevs av Waterhouse 1874. Panelus parvulus ingår i släktet Panelus och familjen bladhorningar. Inga underarter finns listade i Catalogue of Life.